# Associazione Sportiva Roma
L'Associazione Sportiva Roma (AFI: /assoʧaˈʦjone sporˈtiva ˈroma/), meglio nota come AS Roma o più semplicemente Roma, è una società calcistica italiana con sede nella città di Roma. Milita in Serie A, la massima divisione del campionato italiano. Fondata nel 1927 grazie alla fusione di tre squadre, ha come colori sociali il rosso e il giallo, tonalità cromatiche corrispondenti al gonfalone del Campidoglio. Includendo la stagione 2024-2025, la Roma ha partecipato a 96 campionati nazionali (92 in Serie A, tre in Divisione Nazionale e uno in Serie B).
A livello nazionale i Giallorossi, uno dei soprannomi che contraddistinguono la Roma insieme a Lupa e Magica, hanno vinto tre scudetti, nove Coppe Italia e due Supercoppe italiane. Nel palmares internazionale vanta le vittorie della Coppa delle Fiere 1960-1961 e della UEFA Europa Conference League 2021-2022; tra gli altri risultati continentali annovera il successo nella Coppa Anglo-Italiana 1972, oltre ad avere raggiunto una finale di Coppa dei Campioni, nel 1984, e due finali di Coppa UEFA/Europa League, nel 1991 e nel 2023.
Nella classifica mondiale dei club ("Club World Ranking"), stilata dall'International Federation of Football History & Statistics e aggiornata al 2023, la Roma occupa il 16º posto, mentre, per quanto riguarda il coefficiente per club stilato dall'UEFA e aggiornato al 2024, i Giallorossi occupano il 5º posto. La Roma è anche uno dei membri dell'Associazione dei club europei, organizzazione internazionale che ha sostituito il soppresso G-14 e che è composta dalle principali squadre calcistiche europee, riunite in consorzio al fine di ottenere una tutela comune dei diritti sportivi, legali e televisivi di fronte alla FIFA.

## Storia
Alla fine degli anni 1920 il divario tra i club dell'Italia settentrionale e quelli del Centro-Sud era ancora molto ampio. L'idea non nuova di creare a Roma una sola squadra maggiormente competitiva si tramutò in esigenza con l'imminente creazione del campionato di massimo livello a girone unico. L'Alba Audace, il Roman e la Fortitudo Pro Roma trovarono quindi l'accordo per associarsi in una sola società: il 7 giugno 1927, in via Forlì 16, dalla fusione delle tre società, venne costituita la Roma.
Il percorso che portò all'istituzione della compagine giallorossa fu intrapreso dal segretario della federazione romana del Partito Nazionale Fascista (PNF) Italo Foschi, all'epoca anche membro del Comitato olimpico nazionale italiano (CONI) e presidente della Fortitudo, e dall'onorevole Ulisse Igliori, membro del direttorio nazionale del PNF e presidente dell'Alba. Foschi, seguendo le direttive della Carta di Viareggio, riuscì nell'intento di creare un'unica squadra potenzialmente più competitiva. Nei primi anni 1930 la Magica era presieduta da Renato Sacerdoti, ex dirigente del Roman che aveva garantito il capitale economico necessario all'allestimento del nuovo club; la sua prima presidenza terminò nel 1935, anno in cui, poiché ebreo, venne fatto vittima di campagne di stampa ed in seguito arrestato e mandato al confino.
I Capitolini, sin dai primi campionati italiani, occuparono stabilmente le parti alte della classifica, esordendo già nel 1931 in Coppa dell'Europa Centrale e raggiungendo la finale di Coppa Italia 1936-1937; il periodo è segnato dall'impiego del Campo Testaccio. Nella stagione 1941-1942 la squadra, vincendo per 2-0 la gara dell'ultima giornata contro il Modena, conquistò il suo primo scudetto: l'affermazione passò agli annali, poiché per la prima volta un club del Centro-Sud ruppe l'egemonia delle compagini del Nord sul campionato italiano.
Gli anni 1940 si conclusero con due campionati travagliati, nei quali la squadra si salvò dalla retrocessione nelle ultime giornate, finendo anche al centro di polemiche per il cosiddetto "Caso Pera", dal nome dell'arbitro che aveva diretto l'incontro Roma-Novara della Serie A 1949-1950 (terminata 2-1 per i padroni di casa), nel quale il direttore di gara venne accusato di avere favorito la Lupa: a seguito delle contestazioni dei Gaudenziani, la Lega Calcio nel giugno 1950 decise dapprima di sospendere il risultato della partita, e successivamente di confermare la vittoria della Magica. La discesa in Serie B venne rimandata solo di un anno: nel campionato successivo i Capitolini persero dieci partite per 1-0 e cambiarono tre allenatori, posizionandosi penultimi e retrocedendo così il 17 giugno 1951. Nel 1952 Sacerdoti venne richiamato alla presidenza della società; la squadra fu affidata a Giuseppe "Gipo" Viani, che riuscì subito a farla risalire in massima serie, ottenendo la prima posizione in Serie B e aggiudicandosi così l'unico posto utile per la promozione.
Durante gli anni 1950 la Roma in campionato alternò buone prestazioni, come il terzo posto nella Serie A 1954-1955, che riportò il club in Europa, ad altre negative come nel campionato 1956-1957, quando sfiorò nuovamente la retrocessione, mentre nelle restanti annate mantenne quasi costantemente il sesto posto in classifica. Nella stagione 1960-1961 i Giallorossi conquistarono la Coppa delle Fiere, imponendosi nella doppia finale contro il Birmingham City: dopo aver pareggiato 2-2 in trasferta, la Lupa vinse allo stadio Olimpico per 2-0, diventando il primo club capitolino ad alzare un trofeo internazionale. A questo successo seguì la conquista di due Coppe Italia: l'edizione 1963-1964 contro il Torino e la Coppa Italia 1968-1969 battendo il Cagliari, futuro campione d'Italia. A dispetto di ciò la compagine attraversò una grave crisi finanziaria, dovuta a campagne acquisti onerose non seguite da risultati calcistici di pari livello; nel 1964 questo non permise il pagamento degli stipendi ai giocatori. Nel 1967 il presidente Franco Evangelisti, dopo alcune importanti cessioni, completò il piano di risanamento delle casse del club, trasformando la Magica in una società per azioni.
Gli anni 1970 furono uno dei decenni meno gloriosi per la storia giallorossa: al capitano Giacomo Losi non venne rinnovato il contratto a causa di dissidi con l'allenatore Helenio Herrera, mentre durante la presidenza di Alvaro Marchini vennero ceduti alla Juventus i "tre gioielli" della rosa: Luciano Spinosi, Fabio Capello e Fausto Landini. La Roma, ribattezzata per tali motivi "Rometta", oscillò costantemente in posizioni di media classifica, fatta eccezione per i campionati 1974-1975, quando si classificò al terzo posto, e 1978-1979, quando ottenne la salvezza solo alla penultima giornata. Nonostante i risultati non soddisfacenti, la Lupa conquistò la Coppa Anglo-Italiana 1972.
A fine decennio il club venne rilevato da Dino Viola, che lo trasformò completamente a livello tecnico, affidando poi la guida tecnica allo svedese Nils Liedholm. Liedholm ottenne immediatamente buoni risultati, vincendo due Coppe Italia consecutive dove superò, in entrambe le finali, il Torino ai tiri di rigore. A ciò seguì la vittoria del secondo scudetto della storia romanista, avvenuta nella stagione 1982-1983, sempre sotto la supervisione tecnica di Liedholm: il titolo venne conquistato l'8 maggio 1983 allo stadio Luigi Ferraris dopo un pareggio con il Genoa.
L'anno successivo la Magica vinse la sua quinta Coppa Italia (battendo il Verona) e giunse in finale di Coppa dei Campioni, che nell'occasione si disputò proprio all'Olimpico di Roma. Nonostante il vantaggio di giocare in casa, la squadra non riuscì a imporsi sul Liverpool: dopo i tempi supplementari chiusi sul punteggio di 1-1, la Lupa perse il trofeo ai tiri di rigore a causa degli errori dal dischetto di Bruno Conti e Francesco Graziani che portarono il punteggio sul 4-2 per la compagine inglese. In seguito Dino Viola affidò la panchina nuovamente a un allenatore svedese, Sven-Göran Eriksson, che nella stagione 1985-1986 vinse la sesta Coppa Italia della storia giallorossa battendo in finale la Sampdoria.
La rosa perse gradualmente competitività, riuscendo comunque a ottenere un ultimo successo nel 1991: pochi mesi dopo la morte del presidente, i Capitolini conquistarono la loro settima Coppa Italia, battendo in finale la Sampdoria campione d'Italia, e raggiunsero la finale di Coppa UEFA, perdendo la doppia sfida contro l'Inter. Nel 1993 la società venne acquistata da Franco Sensi, che rinforzò la squadra, mancando tuttavia di ottenere, nell'immediato, risultati di rilievo. Nell'estate del 1999 la dirigenza affidò la panchina a Fabio Capello e l'annata successiva, dopo una campagna acquisti assai dispendiosa condotta grazie al sostegno di capitali derivati dall'ingresso del club in borsa, la Roma vinse il terzo scudetto della sua storia. Due mesi dopo la vittoria del terzo tricolore, la Lupa conquistò anche la sua prima Supercoppa italiana, superando la Fiorentina.
Negli anni 2000 la Roma è giunta sei volte seconda in campionato, e sotto la guida di Luciano Spalletti ha vinto due Coppe Italia consecutive (2006-2007 e 2007-2008), entrambe in finale contro l'Inter, e la Supercoppa italiana 2007, sempre contro i Nerazzurri. Al termine della stagione 2010-2011 la Magica è stata ceduta a un gruppo di imprenditori statunitensi guidato inizialmente da Thomas DiBenedetto e poi da James Pallotta, i cui migliori risultati sono tre secondi posti e una semifinale di Champions League. Il 17 agosto 2020 un ulteriore gruppo imprenditoriale americano, "The Friedkin Group", acquisisce il club, il cui primo presidente è Dan Friedkin, amministratore delegato della Gulf States Toyota Distributors. Al secondo anno della nuova gestione, sotto la guida di José Mourinho, il club vince per la prima volta un trofeo confederale trionfando nell'edizione inaugurale della UEFA Europa Conference League; nell'annata seguente raggiunge la finale di Europa League, da cui esce sconfitta ai tiri di rigore.

## Cronistoria
Di seguito la cronistoria essenziale della Roma.

## Colori e simboli

### Colori

La foto di squadra del 1972 col tradizionale completo da gioco romanista

I colori sociali della Roma sono il giallo e il rosso del gonfalone del Campidoglio. La classica divisa primaria della Lupa è costituita da maglia rossa con bordi manica e colletto gialli, pantaloncini bianchi e calzettoni rossi bordati di giallo.
Nel corso della storia la divisa del club ha subito varie modifiche: la maglia in alcune stagioni si è presentata rossa e gialla della tonalità precedentemente descritta; in altre, invece, con un rosso più chiaro (dal 1960 al 1963, dal 2009 al 2012 e dalla stagione 2017-2018) o con un giallo più brillante (dal girone di ritorno del campionato 1983-1984 al 1992 e dalla stagione 2017-2018).
I pantaloncini, originariamente bianchi, sono stati sostituiti da una controparte nera dal 1951 al 1954, tornando nuovamente candidi fino al 1981, quando hanno assunto lo stesso colore della maglia; dal campionato 1998-1999 sono tornati al colore originario, tonalità che hanno mantenuto fino alla prima metà degli anni 2010, dopo i quali la colorazione variava in base all'annata. I primi calzettoni, completamente neri, sono stati rimpiazzati da modelli di colore rosso con fascia gialla che sono stati conservati fino al 2016, fatta eccezione per le parentesi 1951-1954 e 1998-2012 e per il periodo 2016-2019.
Da notare, infine, che dal girone di ritorno della Serie A 1968-1969 al biennio 1972-1973, divisa casalinga e da trasferta (completamente bianca con bordi giallorossi) sono state invertite, e che (solo nella prima parte della stagione 1978-1979) la Magica ha utilizzato, come maglia casalinga, una casacca color arancione.

### Simboli ufficiali

#### Stemma

La prima variante del "lupetto" (1978-1980)

Il primo stemma usato dalla Roma è stato uno scudo triangolare presentante nella metà superiore uno sfondo giallo e la lupa capitolina (da cui "Lupa", soprannome della compagine giallorossa), e nella metà inferiore uno sfondo rosso e l'acronimo "ASR" in giallo; questo logo è stato adottato dalla fondazione fino alla fine degli anni 1970.
Nel 1978, ultimo anno di Gaetano Anzalone alla presidenza della società, i Capitolini hanno avuto l'occasione di osservare come negli Stati Uniti d'America lo sport fosse principalmente trainato dal merchandising e dalla vendita di prodotti legati al club. Ciò ha indotto la dirigenza a istituire un ufficio per la pubblicità, diretto dal grafico Piero Gratton, che venne incaricato di realizzare un nuovo logotipo per i Lupi nell'ottica di creare un simbolo da associare alla squadra. Dato che la lupa capitolina non poteva essere registrata come marchio perché il Comune di Roma non aveva concesso il permesso, venne creato il celebre "lupetto" nero stilizzato con l'occhio rosso, che dal 1978 al 1980 compariva incorniciato da due cerchi concentrici, uno giallo e uno rosso; nel corso degli anni furono ideate nuove varianti di questo stemma: quella in uso nelle divise dal 1980 al 1991 vide un lupetto bianco dentro uno stemma circolare rosso, dal 1991 al 1996 il lupetto era prima giallo e poi arancione e nella stagione 1996-1997 il lupetto fu incorniciato in uno scudo rosso bordato di arancione.
Il 20 luglio 1997, grazie a un accordo con il Comune capitolino, alla squadra romanista è stato concesso il permesso speciale di poter utilizzare il simbolo della lupa e di riproporre, così, una nuova versione dello stemma ispirata a quello originale. Il 22 maggio 2013 è stato presentato un nuovo restyling del logo della Magica, che si è distinto dal precedente per la scomparsa della scritta "ASR" (sostituita da "ROMA" e dall'anno di fondazione del club, il 1927) e per la rivisitazione della lupa e dei gemelli, che hanno cambiato colore passando dal nero all'argento; questo stemma è stato successivamente sostituito il 7 giugno 2017 da una versione avente il rosso leggermente più scuro e il giallo più chiaro.

#### Inno
L'inno ufficiale della società giallorossa è Roma (non si discute, si ama), con testo di Antonello Venditti e Sergio Bardotti e musica di Antonello Venditti e Giampiero Scalamogna. La canzone è in uso dal 1974 ma, nella stagione 1977-1978, venne sostituita da Forza Roma Forza Lupi di Lando Fiorini, sembra per volontà del presidente Viola che non gradiva avere un inno composto da un cantautore all'epoca politicamente esposto come Venditti; tornò poi a essere l'inno ufficiale della compagine giallorossa a partire dal 1994.

## Strutture

### Stadio
Il primo impianto sportivo utilizzato dalla Roma è stato il Motovelodromo Appio, già impiegato in precedenza dall'Audace Roma; è stato adoperato per la sola stagione 1927-1928, mentre in quella successiva i Capitolini hanno usato lo stadio Nazionale del Partito Nazionale Fascista. Iniziato il primo campionato a girone unico, dopo aver gareggiato nei primi due incontri casalinghi allo stadio della Rondinella, ovvero al campo della Lazio, è cominciato l'impiego del Campo Testaccio; qui la Lupa ha giocato fino alla stagione 1939-1940, quando la struttura è stata abbandonata.
Nel 1940-1941 il club è ritornato allo stadio Nazionale, ampliato per il campionato del mondo 1934, dove ha vinto il suo primo scudetto. L'impianto, rinominato "stadio Torino" dopo la tragedia di Superga, è stato utilizzato dalla società fino al 1953.
Nella stagione 1953-1954 la Magica si è spostata allo stadio Olimpico, ristrutturato e proprio in quell'anno e chiamato all'epoca "stadio dei Centomila", che ha subito diverse modifiche negli anni: le più consistenti sono avvenute negli anni 1950 in previsione dei Giochi della XVII Olimpiade, che si sono svolti a Roma, durante le quali furono eliminati i posti in piedi, e a fine anni 1980 con la demolizione, e la relativa ricostruzione, di quasi tutto il vecchio impianto in previsione del campionato del mondo 1990. Tra le innovazioni vi è una copertura che chiudeva la visuale del campo dalla collina di Monte Mario, che sorgeva alle spalle dello stadio, dove molte persone ogni domenica si radunavano per assistere agli incontri, analogamente con quanto accadeva al Campo Testaccio con i tifosi stipati sul Monte dei Cocci.
I Giallorossi hanno giocato all'Olimpico ininterrottamente dal 1953 con la sola eccezione della stagione 1989-1990, durante la quale hanno disputato le partite casalinghe allo stadio Flaminio a causa dei citati lavori di ristrutturazione dello stadio per i Mondiali di calcio.

### Centro di allenamento

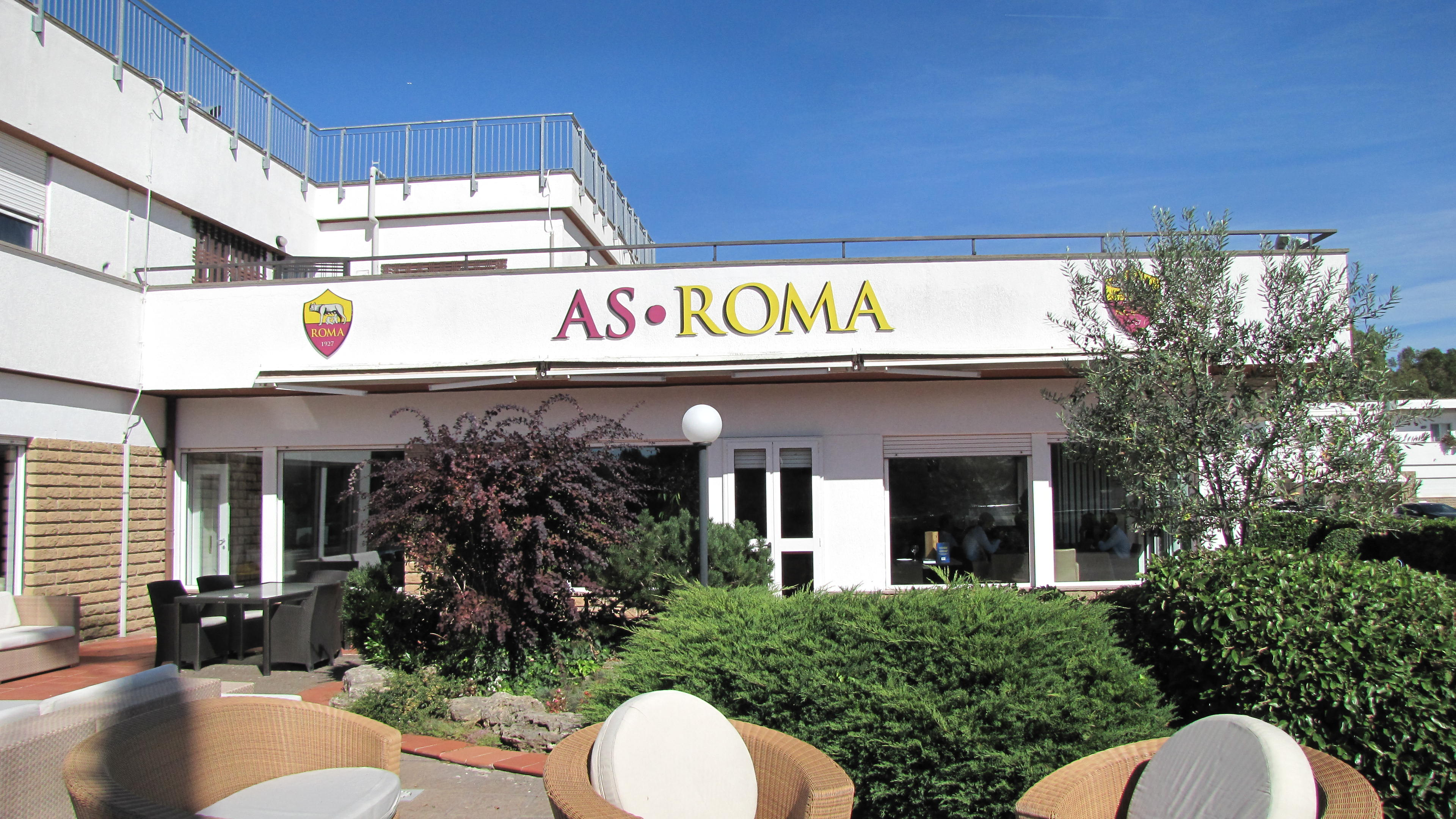
Un'ala del centro sportivo

Situato nella zona sudoccidentale di Roma, il centro sportivo Fulvio Bernardini è stato acquistato dall'allora presidente Gaetano Anzalone il 22 luglio 1977 e inaugurato il 23 luglio 1979. Inizialmente il complesso presentava quattro campi da calcio e una tribuna con 3 000 posti a sedere; tuttavia, nel corso degli anni, la struttura ha visto diversi lavori di ammodernamento, tra cui la delimitazione del centro con prefabbricati in cemento. Il Fulvio Bernardini è anche noto per essere stato, in occasione del campionato del mondo 1990, il centro di allenamento dell'Argentina.
L'impianto si estende su 20 ettari e comprende diversi terreni di gioco (tra cui uno dotato di tribuna, denominato "Campo Testaccio", in onore dello storico campo omonimo, uno intitolato ad Agostino Di Bartolomei il 24 febbraio 2012 e uno ad Amedeo Amadei il 14 maggio 2021), tre campi da tennis e una piscina scoperta. Vi sono poi quattro edifici, collegati tra loro e circondati da un ruscello artificiale, in cui sono distribuiti diversi locali: il secondo stabile in ordine di grandezza ospita al primo piano gli alloggi dei calciatori della prima squadra e al piano terra i locali medici (compresi fisioterapia e riabilitazione), gli spogliatoi (dei giocatori e dell'allenatore), la palestra (intitolata a Attilio Ferraris IV) e il bagno turco; nell'edificio comprendente il bar e il ristorante sono situati gli alloggi per i calciatori delle squadre giovanili; l'ultima delle quattro costruzioni, realizzata nel 1998, include al suo interno la sede della rivista ufficiale del club, LaRoma, una sala stampa (dedicata al giornalista Giuseppe Colalucci) e la Cappella Salus populi romani, dedicata a Papa Giovanni Paolo II e inaugurata durante il Giubileo del 2000.

## Società
Il club venne fondato il 7 giugno 1927 come associazione con il nome "Associazione Sportiva Roma", quale fusione di tre sodalizi calcistici allora esistenti nella Capitale (Alba Audace, Fortitudo Pro Roma e Roman); il 16 febbraio 1967 l'associazione divenne una società per azioni mantenendo la stessa ragione sociale e venendo quotata alla Borsa Italiana dal 23 maggio 2000 (uno dei tre club di calcio italiani insieme a Lazio e Juventus a essere presente nella borsa valori italiana), facendo parte dell'indice FTSE Italia Small Cap, fino al 14 settembre 2022 quando vi fu il delisting al quale fece seguito, il 18 ottobre 2022, la trasformazione del club in una società a responsabilità limitata, mantenendo la stessa denominazione ufficiale fin dal 1927. 
La società, avente sede legale in piazzale Dino Viola 1/D a Roma e iscritta alla Camera di Commercio della stessa città, risulta avere, al 2024, 396 dipendenti e un capitale sociale di 613 942 205,19 euro.
Dal 17 agosto 2020 il club è controllato dall'imprenditore statunitense Dan Friedkin, proprietario della società di famiglia, il The Friedkin Group, di cui fa parte, tra gli altri, anche l'Association Sportive de Cannes; questo controllo è esercitato tramite la società italiana Neep Roma Holding SpA, proprietaria del club giallorosso con il 100,00% del capitale, in qualità di socio unico e, a sua volta, per intero detenuta dalla società statunitense Romulus and Remus Investments LLC, creata appositamente per questo scopo dal Gruppo Friedkin al quale è riconducibile per intero. La società Neep Roma Holding è proprietaria della Roma dal 2011, poiché creata dalla precedente proprietà per l'allora acquisto della squadra, e al momento del passaggio di maggioranza al Gruppo Friedkin, nel 2020, la società deteneva l'83,28% del capitale del club, mentre il resto delle quote era di proprietà di azionisti diffusi, acquisite in seguito dalla stessa Neep Roma Holding nella loro totalità, il 16 dicembre 2022.
La società giallorossa è inoltre la capogruppo del "Gruppo A.S. Roma", del quale fanno parte le seguenti controllate: Soccer S.r.l. (al 100%), che si occupa delle attività connesse al marchio, di merchansiding, marketing e sponsorizzazioni; ASR Media and Sponsorship S.r.l. (al 100%), che si occupa del marchio, dei diritti media, broadcast e di sponsorizzazione; Roma Studio S.r.l. (al 100%), che si occupa di gestire le attività di produzione, messa in onda e diffusione dei canali Roma Radio e Roma TV e tutte le attività media del gruppo.
Al 2024, in base a quanto emerge dal Deloitte Football Money League, rapporto stilato annualmente fin dal 1997 dalla società di revisione e consulenza aziendale statunitense Deloitte Touche Tohmatsu, la Roma risulta essere il quinto club italiano e ventiquattresimo a livello mondiale in termini di fatturato per ricavi operativi (214,9 milioni di euro); rilevata tra i primi trenta club mondiali in ventisei occasioni su ventotto stagioni, nel 2002 e nel 2009 raggiunse la nona posizione assoluta, la più alta in questa graduatoria, mentre il valore di fatturato per ricavi più alto è stato segnato nella rilevazione del 2019 (250,0 milioni di euro).
In termini di valore della società, il club è valutato sempre al quarto posto in Italia: nella classifica 2023 stilata dalla rivista statunitense Forbes, le viene attribuito un valore di 724 milioni di dollari e il ventisettesimo posto in ambito internazionale; nella classifica 2024 di un'altra rivista americana, Sportico del gruppo Bloomberg, il valore è invece pari a 770 milioni di dollari che valgono il ventiquattresimo posto globale.
Infine, il quinto posto in ambito nazionale e ventunesimo in quello internazionale sono attribuiti al brand Roma, secondo il prospetto stilato annualmente dal 2010 dalla società di consulenza globale per la valutazione dei marchi, l'inglese Brand Finance, che nel 2023 lo valuta in 204 milioni di euro e un Rating AA.
Il club è membro ordinario dell'Associazione dei club europei, organismo privato che rappresenta le società calcistiche a livello europeo e riconosciuto dall'UEFA.

### Organigramma societario
Il governo societario dell'Associazione Sportiva Roma s.r.l., al 2023, prevede un sistema tradizionale formato dall'assemblea dei soci, dal consiglio di amministrazione (CdA) e dal collegio sindacale. Il CdA, rinnovato interamente nel 2020 con il passaggio di proprietà del club, è composto da nove membri, nominati dall'assemblea dei soci e tutti indicati dal gruppo Friedkin tramite la società controllante Neep Roma Holding S.p.A.; Dan Friedkin ricopre la carica di presidente del consiglio di amministrazione, assunta nel 2020 con la nuova nomina, mentre Lina Souloukou è stata l'amministratore delegato, nominata nel 2023 in sostituzione di Pietro Berardi, che a sua volta nel 2021 aveva sostituito Guido Fienga, nominato AD nel 2020. Il collegio sindacale, rinnovato anch'esso nel 2020, è composto da cinque membri sempre indicati da Neep Roma Holding, dei quali Claudia Cattani assume il ruolo di presidente. La società di revisione, scelta anch'essa dai soci, quale organo esterno di riesame dei conti, è l'azienda Deloitte & Touche.
Organigramma aggiornato al 22 settembre 2024.
Consiglio di amministrazione
- Dan Friedkin - Presidente
- Ryan Friedkin - Vicepresidente
- carica vacante - Amministratore delegato[80]
- Marcus Watts - Consigliere
- Eric Williamson - Consigliere

Comitato nomine e remunerazioni e Comitato per il controllo interno e la gestione dei rischi
- Benedetta Navarra - Presidente
- Mirella Pellegrini - Membro
- Ines Gandini - Membro

### Impegno nel sociale

Il logo di Roma Cares

Il 14 dicembre 2009 il club ha partecipato a "Roma scende in campo", un'iniziativa nella quale i Giallorossi e la Pallacanestro Virtus Roma si sono incontrati in due partite amichevoli, una di calcio e una di pallacanestro, a squadre miste, i cui ricavati sono stati devoluti in beneficenza. Il 17 maggio 2011 la società ha invece aderito all'evento "10 decimi", mettendo all'asta la maglia del capitano Francesco Totti: l'incasso è stato donato al "Comitato 10 decimi".
Il 19 giugno 2012 è stata presente, insieme alla Lazio, all'evento "L'Emilia siamo tutti noi", nel quale ha messo nuovamente all'asta la maglia del già citato Totti, il cui ricavato è stato elargito alle popolazioni terremotate dell'Emilia.
Il 19 luglio seguente, parte del guadagno ottenuto all'"Open Day", con la vendita delle maglie dei giocatori, è stato dato in beneficenza ad alcune Organizzazione non lucrativa di utilità sociale (ONLUS); ciò è stato ripetuto nella stagione seguente poco dopo la presentazione della divisa casalinga.
Un'organizzazione sociale legata alla società giallorossa è l'"Unione tifosi romanisti ONLUS" (UTRONLUS), che ha per scopo la promozione di attività sportive dilettantistiche, attività motorie in generale, manifestazioni e spettacoli, formazione, educazione, ricreazione, istituzione, turismo e solidarietà. Da ricordare inoltre "Roma Cares", una ONLUS fondata nel 2014 con l'obiettivo di promuovere valori educativi e positivi nello sport: questa fondazione promuove progetti e campagne a favore della comunità rivolte principalmente al sostegno e alla crescita dei giovani in situazioni disagiate. Tra le attività di Roma Cares sono da annoverare varie aste di maglie di giocatori giallorossi e di altre squadre (i cui ricavi vengono offerti in beneficenza), il programma "A scuola di tifo" (in cui agli studenti degli istituti primari e secondari di primo grado vengono insegnati i valori dello sport), "Tennis with stars" (nel quale giocatori della Roma e vari tennisti si sfidano in partite di tennis per raccogliere fondi per Roma Cares).
È inoltre degno di nota il sostegno nei confronti di Telethon: il contributo della Roma a questa iniziativa avviene tramite Roma Cares e mediante l'esposizione, in alcune partite di Serie A tra il 2013 e il 2017, del logo della maratona televisiva sulle maglie giallorosse. Infine, a partire dall'estate 2019 il club sostiene sulle proprie pagine social una campagna di visibilità verso i minori scomparsi, mostrando recapiti e foto utili al loro ritrovamento all'annuncio del tesseramento di ogni nuovo calciatore, in collaborazione con il NCMEC, Telefono Azzurro, Missing Children Europe e SOSDesaparecidos: al settembre 2021, dodici sono i minori ritrovati tramite la detta campagna.

### Settore giovanile

La Primavera giallorossa della stagione 1973-1974

Il settore giovanile della Roma è formato da dieci squadre maschili: Primavera, Under 18, Under 17, Under 16, Under 15, Under 14, Under 13, Under 12, Under 11 e Under 10. Al momento della sua nascita, la Magica ha ereditato, dalle squadre fondatrici, una buona tradizione nella formazione dei giovani. La Fortitudo Pro Roma, infatti, era sorta con lo scopo di formare i ragazzi delle borgate e, proprio da queste, proveniva Attilio Ferraris IV, primo capitano dei Capitolini e primo calciatore della compagine a essere convocato nella Nazionale italiana. Negli anni seguenti, tra gli atleti provenienti dalle giovanili, si sono distinti in prima squadra Amedeo Amadei, attaccante del primo scudetto ed esordiente in Serie A a soli quindici anni, nove mesi e sei giorni e Mario Forlivesi, promessa destinata a sostituire Amadei, ceduto poi all'Inter, e scomparso a soli diciotto anni.
Tra i giocatori più noti dell'inizio degli anni 1960 che hanno militato nella Primavera della Magica troviamo il centrocampista Giancarlo De Sisti, mentre negli anni 1970 sono provenuti dal vivaio giallorosso i futuri capitani Bruno Conti e Agostino Di Bartolomei. In questo decennio la Lupa è riuscita a conquistare tre Campionati Primavera (1972-1973, 1973-1974, 1977-1978) e due Coppe Italia Primavera (1973-1974, 1974-1975).
Negli anni 1980 il "Principe" Giuseppe Giannini ha esordito con le giovanili giallorosse e nei dieci anni che seguono queste sono riuscite a conquistare altri due Campionati Primavera (1983-1984, 1989-1990), due Tornei di Viareggio (1981, 1983), una Blue Stars/FIFA Youth Cup (1980), due Campionati Allievi Nazionali (1980-1981, 1982-1983) e uno Giovanissimi Nazionali (1986-1987).
Durante gli anni 1990 e 2000 dal vivaio capitolino sono provenuti, tra gli altri, i capitani Francesco Totti e Daniele De Rossi. I Lupetti hanno conquistato in questo periodo un Campionato Primavera (2004-2005), una Coppa Italia (1993-1994), un Torneo di Viareggio (1991), una Blue Stars/FIFA Youth Cup (2003), due Campionati Under-17 (1992-1993, 1998-1999) e tre Campionati Under-15 (1995-1996, 1998-1999, 2006-2007).
Nel ventennio seguente sono cresciuti nel settore giovanile Alessandro Florenzi e Lorenzo Pellegrini. Di questi anni altri due Campionati Primavera (2010-2011, 2015-2016), tre Coppe Italia (2011-2012, 2016-2017, 2022-2023) e tre Supercoppe Primavera (2012, 2016 e 2023), Per quanto riguarda le altre squadre, sono stati vinti cinque Campionati Under-17 (2014-2015, 2017-2018, 2020-2021, 2022-2023, 2023-2024), due Supercoppe Under-17 (2015, 2018), due Campionati Under-16 (2021-2022 e 2022-2023), tre Campionati Under-15 (2013-2014, 2018-2019, 2023-2024) e una Supercoppa Under-15 (2019).
Dal 2015 al 2018 era presente una sezione giovanile femminile, poi passata sotto tutela della prima squadra rosa, composta da una Under 14, due Esordienti e due Pulcini. Le seconde, nel loro primo anno di attività, hanno vinto la Slovak Junior Cup, il Torneo delle Regioni CONI e la Danone Cup.

## Diffusione nella cultura di massa

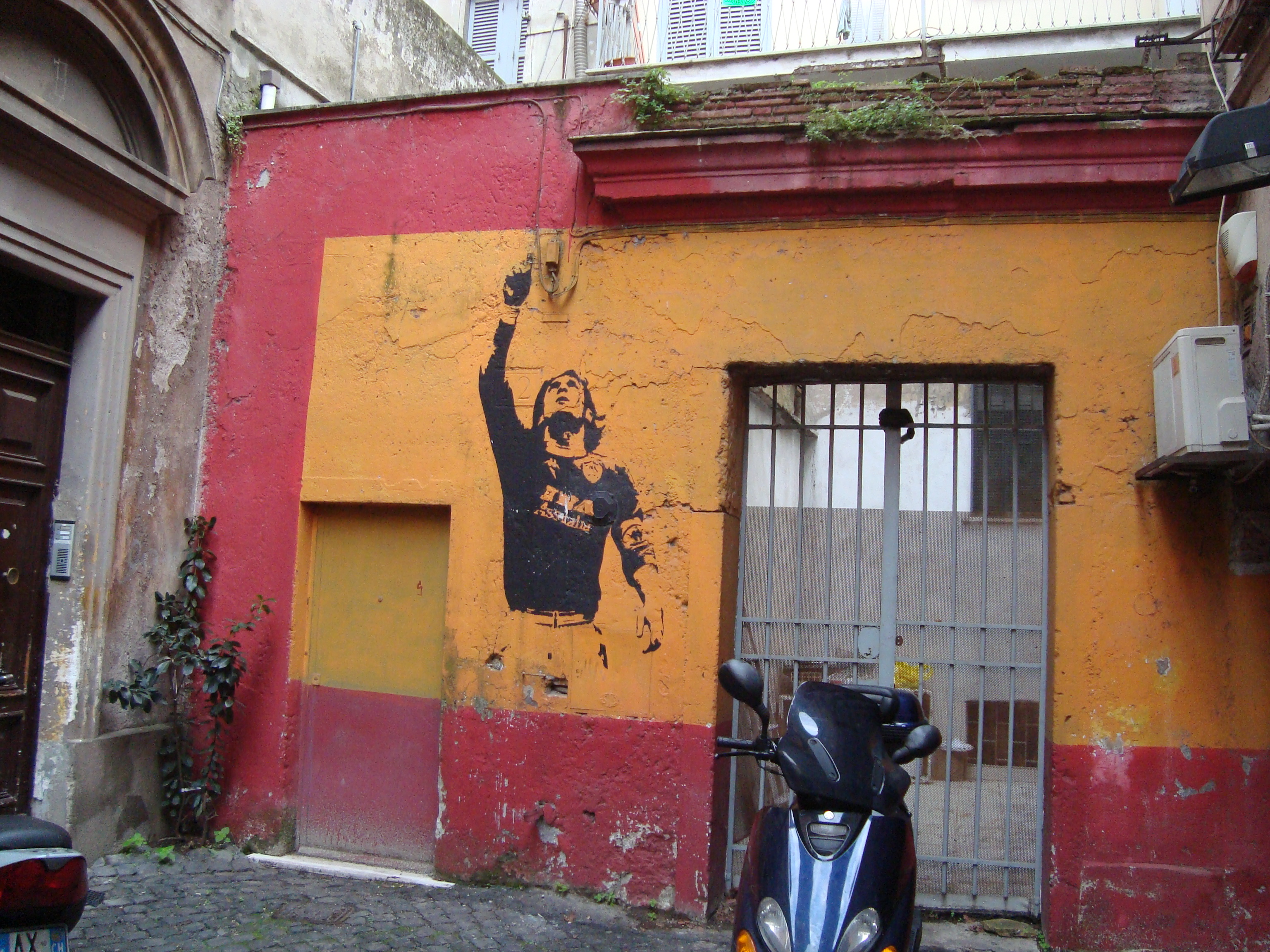
Il murale di Francesco Totti al Rione Monti

Il primo film ispirato alla squadra giallorossa è Cinque a zero (1932), basato sullo storico 5-0 inflitto alla Juventus del Quinquennio d'oro a Campo Testaccio il 15 marzo 1931, e per questo rimasto nell'immaginario collettivo dei tifosi romanisti; nella pellicola compaiono anche alcuni giocatori della Roma del tempo e alcune scene della squadra in allenamento. La Roma e il tifo per il club sono inoltre presenti come aspetti più o meno marginali in vari lungometraggi di Alberto Sordi e Carlo Verdone; questo inserisce il tema anche in alcuni suoi sketch al pari del comico Corrado Guzzanti.
In ambito televisivo la Magica è spesso citata in diversi telefilm, tra i quali I ragazzi della 3ª C e I Cesaroni. In ambito musicale, tra i principali cantautori che dedicano brani al club capitolino vengono annoverati Claudio Villa, Lando Fiorini, Antonello Venditti e Marco Conidi. In onore del capitano giallorosso Francesco Totti, al Rione Monti è stato dipinto un murale che lo ritrae esultante durante una partita del campionato vinto nella stagione 2000-2001. Nel 2012 e nel 2013 questa opera è stata imbrattata con dello spray che ha coperto la figura del capitano; è stata poi restaurata, nel primo caso, dopo poche settimane. Tra le pubblicazioni dedicate ai Giallorossi, c'è Il Romanista, attivo dal 2004 al 2014 e successivamente riaperto nel 2017, primo giornale al mondo a essere dedicato unicamente a una squadra di calcio.

## Allenatori e presidenti

Nils Liedholm

Franco Sensi

In totale sono 66 i tecnici che hanno guidato la Roma. Dopo aver disputato le prime partite sotto la guida di Pietro Piselli e József Ging, venne ingaggiato William Garbutt, che allenò la squadra dal 1927 al 1929, mentre il mister presente più a lungo sulla panchina giallorossa fu Nils Liedholm, rimasto alla guida della squadra per dodici stagioni (dalla stagione 1973-1974 alla stagione 1976-1977, dalla stagione 1979-1980 alla stagione 1983-1984 e infine dalla stagione 1987-1988 alla stagione 1988-1989, più una parentesi nella stagione 1996-1997 con Ezio Sella).
Con Alfréd Schaffer la squadra ha ottenuto il primo scudetto romanista, con Nils Liedholm il secondo e con Fabio Capello il terzo. Sono stati Luis Carniglia, con una Coppa delle Fiere, Herrera, con una Coppa Anglo-Italiana, e José Mourinho, con una UEFA Europa Conference League, a portare gli unici trofei internazionali nel palmarès della Magica. Il tecnico della Lupa più titolato è Liedholm, con uno scudetto e tre Coppe Italia, seguono Spalletti con due Coppe Italia e una Supercoppa italiana, Capello con uno scudetto e una Supercoppa italiana, Herrera con una Coppa Italia e una Coppa Anglo-Italiana, Schaffer con un campionato, Carniglia con una Coppa delle Fiere e Mourinho con una Conference League.
Nella storia romanista si sono avvicendati 24 presidenti. Il più longevo è stato Franco Sensi, a capo della Roma dal 1993 al 2008, anno della sua morte; è anche il più vincente per trofei, alla pari di Dino Viola. Quest'ultimo ha vinto uno scudetto (1982-1983) e quattro Coppe Italia, Sensi uno scudetto (2000-2001), due Coppe Italia e due Supercoppe italiane. Gli unici presidenti ad aver vinto un trofeo internazionale sono stati Gaetano Anzalone (Coppa Anglo-Italiana 1972), Anacleto Gianni (Coppa delle Fiere 1960-1961) e Dan Friedkin (UEFA Europa Conference League 2021-2022).

## Calciatori

Il logo della Hall of Fame giallorossa

### Hall of Fame
In occasione dell'85º anniversario della fondazione del club, il 7 ottobre 2012 è stata istituita la Hall of Fame ufficiale della Roma. Questa comprende ventotto atleti, i quali sono stati suddivisi in più classi in base all'anno di elezione. Nel 2012, a partire da 85 elementi proposti dalla Lupa, una commissione apposita ha designato 55 calciatori finalisti, i quali sono stati ridotti infine a undici (un portiere, quattro difensori, quattro centrocampisti e due attaccanti). Dal 2013 al 2016 sono stati introdotti quattro giocatori per anno, nel 2017 è stato eletto solo Francesco Totti, nel 2018 altri tre giocatori.

### Capitani
In totale sono 26 i capitani che hanno guidato la Roma. Il primo è stato Attilio Ferraris IV, con la fascia dal 1927-1928 al 1933-1934, mentre Francesco Totti ha guidato la squadra per più stagioni (19 tra il 1998-1999 e il 2016-2017), diventando anche il capitano più vincente della storia giallorossa con uno scudetto, due Coppe Italia, due Supercoppe italiane. Il calciatore romano è stato anche il leader dei Lupi nel terzo scudetto, Guido Masetti nel primo e Agostino Di Bartolomei nel secondo. Infine Giacomo Losi ha guidato la squadra durante la conquista della Coppa delle Fiere 1960-1961, Sergio Santarini nella Coppa Anglo-Italiana 1972 e Lorenzo Pellegrini nella UEFA Europa Conference League 2021-2022.

### Contributo alle Nazionali
Tra i primi calciatori della Roma ad aver giocato con l'Italia meritano menzione Attilio Ferraris IV ed Enrique Guaita. Il primo, inizialmente preferito a Fulvio Bernardini per la sua tempra e la sua capacità di servire le ali con lunghi e improvvisi traversoni, ha vinto, insieme a Guaita, rapida ala, e al portiere Guido Masetti, il campionato del mondo 1934 sotto la guida di Vittorio Pozzo. Quattro anni più tardi, Masetti si è fregiato anche del campionato del mondo 1938. Negli anni 1970 e 1980 hanno indossato lo scudetto tricolore l'ala Bruno Conti, campione del mondo a Spagna 1982 e protagonista della spedizione di Messico 1986 insieme a Franco Tancredi, Sebastiano Nela e Carlo Ancelotti, e il centravanti Roberto Pruzzo.
Negli anni 1990 sono da segnalare Rudi Völler e Thomas Berthold, vincitori con la Germania Ovest del campionato del mondo 1990, e il brasiliano Aldair, trionfante nella Copa América 1989 e in quella del 1997, nel campionato del mondo 1994 e nella FIFA Confederations Cup 1997; Aldair è stato inoltre finalista della Copa América 1995 e del campionato del mondo 1998, e ha vinto la medaglia di bronzo nel torneo olimpico di Atlanta 1996.
Negli anni 2000 troviamo soprattutto i giocatori del terzo scudetto romanista ad affermarsi nelle rispettive Nazionali. Tra questi da evidenziare il difensore francese Vincent Candela, uno dei pochi calciatori a vincere un Mondiale e un Europeo consecutivamente (1998 e 2000), e il brasiliano Cafu, che nel periodo capitolino ha conquistato con la Selecão il Mondiale 2002, la Copa América 1999 e la Confederations Cup del 1997. Francesco Totti, Daniele De Rossi e Simone Perrotta sono tra i protagonisti del campionato del mondo 2006, vinto dalla Nazionale tricolore. Negli anni 2020, Leonardo Spinazzola e Bryan Cristante hanno trionfato nel campionato d'Europa 2020; mentre Paulo Dybala ha trionfato con la nazionale argentina al Mondiale di Qatar 2022.

## Palmarès

### Competizioni nazionali

La Roma vincitrice della prima Coppa Italia (1964)

- Campionato italiano: 3

1941-1942, 1982-1983, 2000-2001
- Coppa Italia: 9

1963-1964, 1968-1969, 1979-1980, 1980-1981, 1983-1984, 1985-1986, 1990-1991, 2006-2007, 2007-2008
- Supercoppa italiana: 2

2001, 2007

### Competizioni internazionali
- Coppa delle Fiere: 1  (record italiano)

1960-1961
- UEFA Conference League: 1  (record condiviso con West Ham Utd, Olympiacos e Chelsea)

2021-2022

### Altre competizioni

#### Nazionali
- Coppa CONI: 1  (record condiviso con l'Alessandria)

1928
- Campionato italiano di Serie B: 1

1951-1952
- Trofeo Nazionale di Lega Armando Picchi: 1

1971

#### Internazionali
- Coppa Anglo-Italiana: 1

1972

### Competizioni giovanili

La vittoria della Primavera giallorossa al Torneo di Viareggio 1983

#### Nazionali
- Campionato Primavera: 8

1972-1973, 1973-1974, 1977-1978, 1983-1984, 1989-1990, 2004-2005, 2010-2011, 2015-2016
- Coppa Italia Primavera: 6

1973-1974, 1974-1975, 1993-1994, 2011-2012, 2016-2017, 2022-2023
- Supercoppa Primavera: 3  (record condiviso con Fiorentina e Juventus)

2012, 2016, 2023
- Campionato Nazionale Under-17: 10  (record)

1980-1981, 1982-1983, 1992-1993, 1998-1999, 2009-2010, 2014-2015, 2017-2018, 2020-2021, 2022-2023, 2023-2024
- Supercoppa Under-17: 2

2015, 2018
- Campionato Nazionale Under-16: 2

2021-2022, 2022-2023
- Campionato Nazionale Under-15: 7

1986-1987, 1995-1996, 1998-1999, 2006-2007, 2013-2014, 2018-2019, 2023-2024
- Supercoppa Under-15: 1

2019

#### Internazionali
- Torneo di Viareggio: 3

1981, 1983, 1991
- Blue Stars/FIFA Youth Cup: 2  (record italiano condiviso con il Milan)

1980, 2003

## Statistiche e record

### Statistiche di squadra
Includendo la stagione 2024-2025, il club ha preso parte a 96 campionati nazionali (92 in Serie A, 3 in Divisione Nazionale), di cui uno in Serie B (1951-1952): queste statistiche la classificano come seconda squadra per numero di partecipazioni alla Serie A dal 1929-1930, dopo l'Inter, al pari della Juventus.
La Roma ha giocato in 75 edizioni della Coppa Italia, la prima volta nel 1935-1936, mentre in Supercoppa italiana ha collezionato sei presenze, la prima delle quali nel 1991, l'ultima nel 2010. Tra le competizioni europee, da annoverare la partecipazione alla Coppa dei Campioni 1983-1984 e a undici edizioni della Champions League, la prima delle quali nel 2001-2002.
I Giallorossi hanno vinto 9 volte la Coppa Italia e disputato 17 finali di questa manifestazione; inoltre hanno trionfato in due delle sei partite di Supercoppa italiana a cui hanno partecipato. Per quanto riguarda le coppe europee, la Lupa ha trionfato nella UEFA Europa Conference League 2021-2022, nella Coppa delle Fiere 1960-1961 (unica squadra italiana ad aver conseguito queste due competizioni) e nella Coppa Anglo-Italiana 1972, e ha giocato le finali di Coppa Campioni 1983-1984, di Coppa UEFA 1990-1991 e di UEFA Europa League 2022-2023.
Dall'istituzione del campionato a girone unico nel 1929, la Magica si è classificata tre volte prima, 14 volte seconda e sette volte terza, ottenendo il peggior piazzamento nel campionato 1950-1951 con il 19º posto finale, da cui è conseguita l'unica retrocessione in Serie B dei Capitolini. I Giallorossi hanno terminato la Serie A con il miglior attacco del torneo in nove occasioni e sei volte con la miglior difesa.
La vittoria col maggior numero di reti di scarto in campionato italiano è avvenuta nel 1929-1930 (Roma-Cremonese 9-0), mentre in ambito internazionale è stata Roma-Altay del 7 novembre 1962, terminata 10-1 per i Capitolini; le peggiori sconfitte sono arrivate, in Italia, nel 1931-1932 da parte della Juventus e nel 1947 a opera del Torino (entrambe terminate 1-7) e, per quanto riguarda gli incontri internazionali, nella Coppa dell'Europa Centrale 1935 a opera del Ferencváros (0-8).

Francesco Totti

Tra le stagioni 1980-1981 e 1981-1982, la Lupa, guidata da Nils Liedholm, ha stabilito il proprio record di trenta risultati utili consecutivi in campionato, frutto di quindici vittorie e quindici pareggi; inoltre nel campionato 2013-2014 i Capitolini hanno ottenuto dieci vittorie nelle prime dieci giornate, record assoluto nella massima serie italiana.
Nella classifica mondiale dei club ("Club World Ranking"), stilata dall'International Federation of Football History & Statistics (IFFHS) e aggiornata al 2023, la Roma occupa il 16º posto, risulta in 38ᵃ posizione nella "IFFHS Best World Club of the Decade 2011-2020" e nel 1991 termina in testa alla classifica mondiale di rendimento delle società calcistiche, stilata sempre dall'IFFHS. Per quanto riguarda il coefficiente per club stilato dall'UEFA, aggiornato al 2024, i Giallorossi occupano il 5º posto.

### Statistiche individuali
Il giocatore che detiene il maggior numero di presenze con la squadra capitolina in Serie A è Francesco Totti con 619 apparizioni. Totti è anche il detentore del maggior numero di presenze in assoluto con la casacca giallorossa, 786, divise tra Serie A (619), Coppa Italia (59), coppe europee (103) e Supercoppa italiana (cinque), del maggior numero di stagioni da capitano della squadra capitolina (19), nonché il miglior marcatore della storia romanista (307 marcature) e del derby di Roma con undici reti, a pari merito con Dino da Costa; si trova inoltre al secondo posto della classifica dei marcatori della Serie A di tutti i tempi con 250 gol. Il precedente record di marcature giallorosse nella massima serie italiana apparteneva a Roberto Pruzzo con 106 gol. Pruzzo è anche il calciatore che ha vinto il maggior numero di volte la classifica marcatori della Serie A con la maglia della Magica (1980-1981, 1981-1982 e 1985-1986).

## Tifoseria
Secondo un'indagine condotta e pubblicata annualmente da due società specializzate in sondaggi e ricerche di mercato, la StageUp e la Ipsos, al 2023 la squadra risulta essere il quinto club più tifato d'Italia, potendo contare su un seguito stimato in circa 1 804 000 tifosi, un dato in linea con le rilevazioni degli anni precedenti. Sempre nel 2023 anche l'istituto di ricerche Demos & Pi, che ha condotto un'indagine sul tifo calcistico in Italia per conto del quotidiano la Repubblica, classifica la Roma come il quinto club più tifato, stimando i supporters giallorossi nel 6% del totale.

### Storia
Nella periferia e nei quartieri popolari di Roma, diffusamente affiliati al tifo romanista fin dagli anni 1930, si sono formati, a partire dagli anni 1950, i primi sostenitori giallorossi; tuttavia solo il 9 gennaio 1977, in occasione di Roma-Sampdoria, i supporter sviluppatisi in Curva (tra cui Guerriglieri della Curva Sud, Panthers, Boys, Fossa dei Lupi e Fedayn), seguendo l'esempio dei primi ultras italiani (come quelli del Torino), decisero di unirsi nel Commando Ultrà Curva Sud (CUCS). Questo è stato uno dei più importanti gruppi organizzati italiani fino al 1987, anno in cui si è scisso momentaneamente a causa dei contrasti interni sorti in seguito all'arrivo dell'ex calciatore della Lazio Lionello Manfredonia.
Il CUCS si riunì nel 1993 con il nome di Neo-CUCS, il quale però procedette verso un lento declino, non riuscendo più a riscuotere il sostegno dei membri storici della tifoseria organizzata romanista, e si sciolse definitivamente nel 1999, venendo sostituito da un nuovo gruppo maggioritario: l'AS Roma Ultras (ASRU). In seguito alla dissoluzione di questo, dalla stagione 2003-2004, in Curva Sud sono presenti numerose associazioni di tifosi autonomi, tra cui i più rappresentati sono i Boys e i Fedayn, entrambi nati nel 1972.

### Gemellaggi e rivalità
La Roma presenta gemellaggi ufficiali con i greci del Panathīnaïkos, con gli spagnoli dell'Atlético Madrid e con i croati della Dinamo Zagabria; inoltre i supporter giallorossi vantano rapporto di amicizia con la tifoseria dell'Udinese.
Tra gli anni 1970 e 1990 la tifoseria capitolina era gemellata con Bologna, Fiorentina, Milan e Napoli (squadra con la quale la Lupa disputa il cosiddetto derby del Sole): il primo terminò il 23 marzo 1997 con l'apposizione di uno striscione con la scritta "Fieri di non essere bolognesi" da parte della tifoseria romana; il secondo si interruppe il 18 marzo 1981, in seguito agli scontri avvenuti tra i tifosi dopo la partita di andata dei quarti di finale di Coppa Italia 1980-1981 Fiorentina-Roma, il terzo il 24 novembre 1985, dovuto alla carica dei Romanisti nei confronti dei Rossoneri, mentre l'ultimo a causa di un gesto offensivo di Salvatore Bagni rivolto ai supporter giallorossi in un Roma-Napoli del 1987.
La rivalità più sentita in assoluto dai tifosi della Magica è quella con la concittadina Lazio, storica rivale dei Lupi, con cui questi si contendono il derby di Roma. Altrettanto forte è l'antagonismo verso la Juventus, squadra che contende ai Capitolini il primato delle simpatie dei sostenitori del calcio nel Centro Italia, che si è originato negli anni 1930 e che si è rinfocolato mezzo secolo dopo, in quanto i romani diventarono i più validi contendenti dei Bianconeri al titolo nazionale, antagonismo che è durato fino alla metà degli anni 1980.
La rivalità con l'Inter si è accesa nel secondo quinquennio degli anni 2000, quando Nerazzurri e Giallorossi si sono contesi la vittoria di quasi tutti i titoli nazionali. Anche con il Milan i rapporti non sono amichevoli: tra le cause vi è la tragica morte del tifoso romanista Antonio De Falchi, avvenuta nel 1989 a seguito di un pestaggio a opera di un gruppo di ultras rossoneri.
Da registrare sono inoltre i dissapori con le tifoserie di Catania (in seguito a un Roma-Catania del novembre 2006, finito 7-0) e Siena (si ricordano due partite sospese nonché l'intonazione, da parte dei sostenitori senesi nel 2009, di cori offensivi nei confronti del suocero di Daniele De Rossi e dello stesso giocatore).

## Organico

### Rosa 2025-2026
Rosa aggiornata al 20 agosto 2025.
| N. |                           | Ruolo | Calciatore                       |
| -- | ------------------------- | ----- | -------------------------------- |
| 2  | Paesi Bassi (bandiera)    | D     | Devyne Rensch                    |
| 3  | Spagna (bandiera)         | D     | Angeliño                         |
| 4  | Italia (bandiera)         | C     | Bryan Cristante                  |
| 5  | Costa d'Avorio (bandiera) | D     | Evan N'Dicka                     |
| 7  | Italia (bandiera)         | C     | Lorenzo Pellegrini (capitano)    |
| 8  | Marocco (bandiera)        | C     | Neil El Aynaoui                  |
| 9  | Ucraina (bandiera)        | A     | Artem Dovbyk                     |
| 11 | Irlanda (bandiera)        | A     | Evan Ferguson                    |
| 17 | Francia (bandiera)        | C     | Manu Koné                        |
| 18 | Argentina (bandiera)      | A     | Matías Soulé                     |
| 19 | Turchia (bandiera)        | D     | Zeki Çelik                       |
| 21 | Argentina (bandiera)      | A     | Paulo Dybala                     |
| 22 | Spagna (bandiera)         | D     | Mario Hermoso                    |
| 23 | Italia (bandiera)         | D     | Gianluca Mancini (vice capitano) |
| 31 | Giamaica (bandiera)       | A     | Leon Bailey                      |

| N. |                        | Ruolo | Calciatore          |
| -- | ---------------------- | ----- | ------------------- |
| 32 | Colombia (bandiera)    | P     | Devis Vasquez       |
| 34 | Paesi Bassi (bandiera) | D     | Anass Salah-Eddine  |
| 35 | Italia (bandiera)      | A     | Tommaso Baldanzi    |
| 43 | Brasile (bandiera)     | D     | Wesley              |
| 55 | Gambia (bandiera)      | C     | Ebrima Darboe       |
| 61 | Italia (bandiera)      | C     | Niccolò Pisilli     |
| 66 | Spagna (bandiera)      | D     | Buba Sangaré        |
| 67 | Italia (bandiera)      | A     | Luigi Cherubini     |
| 87 | Italia (bandiera)      | D     | Daniele Ghilardi    |
| 91 | Polonia (bandiera)     | P     | Radosław Żelezny    |
| 92 | Italia (bandiera)      | A     | Stephan El Shaarawy |
| 95 | Italia (bandiera)      | P     | Pierluigi Gollini   |
| 99 | Serbia (bandiera)      | P     | Mile Svilar         |
|    | Italia (bandiera)      | C     | Edoardo Bove        |

### Staff tecnico
Staff aggiornato al 1º luglio 2025.
- Gian Piero Gasperini - Allenatore